# دنیل آیالا
دنیل آیالا (انگلیسی: Daniel Ayala؛ زادهٔ ۷ نوامبر ۱۹۹۰) بازیکن فوتبال اهل اسپانیا است.
از باشگاه‌هایی که در آن بازی کرده‌است می‌توان به باشگاه فوتبال سویا، لیورپول، هال سیتی، دربی کانتی، نوریچ سیتی، ناتینگهام فارست، باشگاه فوتبال میدلزبرو، و باشگاه فوتبال میدلزبرو، اشاره کرد.
وی همچنین در تیم ملی فوتبال Spain U21 بازی کرده‌است.